# Kirill Suslov
Kirill Pavlovich Suslov (tiếng Nga: Кирилл Павлович Суслов; sinh ngày 26 tháng 10 năm 1991) là một hậu vệ bóng đá người Nga, hiện tại thi đấu cho FC Amkar Perm.

## Sự nghiệp câu lạc bộ
Anh có màn ra mắt tại Russian Second Division cho FC Dynamo Barnaul vào ngày 23 tháng 4 năm 2011 trong trận đấu với FC Sakhalin Yuzhno-Sakhalinsk.
Vào ngày 8 tháng 2 năm 2018, Suslov ký bản hợp đồng 3 năm với FC Amkar Perm.

### Thống kê sự nghiệp
Tính đến 20 tháng 5 năm 2018
| Câu lạc bộ                  | Mùa giải            | Giải vô địch                | Giải vô địch | Giải vô địch | Cúp     | Cúp       | Châu lục | Châu lục  | Khác    | Khác      | Tổng cộng | Tổng cộng |
| Câu lạc bộ                  | Mùa giải            | Hạng đấu                    | Số trận      | Bàn thắng    | Số trận | Bàn thắng | Số trận  | Bàn thắng | Số trận | Bàn thắng | Số trận   | Bàn thắng |
| --------------------------- | ------------------- | --------------------------- | ------------ | ------------ | ------- | --------- | -------- | --------- | ------- | --------- | --------- | --------- |
| FC Prialit Reutov           | 2009                | Amateur League              | –            | –            | –       | –         | –        | –         | –       | –         | –         | –         |
| PFC CSKA Moscow             | 2010                | Giải bóng đá ngoại hạng Nga | 0            | 0            | 0       | 0         | 0        | 0         | –       | –         | 0         | 0         |
| FC Dynamo Barnaul           | 2011–12             | PFL                         | 18           | 0            | 1       | 0         | –        | –         | –       | –         | 19        | 0         |
| PFC Spartak Nalchik         | 2012–13             | FNL                         | 4            | 0            | 0       | 0         | –        | –         | 1       | 0         | 5         | 0         |
| PFC Spartak Nalchik         | 2013–14             | FNL                         | 17           | 0            | 1       | 0         | –        | –         | –       | –         | 18        | 0         |
| PFC Spartak Nalchik         | Tổng cộng           | Tổng cộng                   | 21           | 0            | 1       | 0         | 0        | 0         | 1       | 0         | 23        | 0         |
| FC Sokol Saratov            | 2014–15             | FNL                         | 13           | 1            | 0       | 0         | –        | –         | –       | –         | 13        | 1         |
| FC KAMAZ Naberezhnye Chelny | 2015–16             | FNL                         | 14           | 0            | 0       | 0         | –        | –         | –       | –         | 14        | 0         |
| Kongsvinger                 | 2016                | OBOS-ligaen                 | 25           | 2            | 7       | 0         | –        | –         | 2       | 0         | 34        | 2         |
| Kongsvinger                 | 2017                | OBOS-ligaen                 | 9            | 0            | 0       | 0         | –        | –         | –       | –         | 9         | 0         |
| Kongsvinger                 | Tổng cộng           | Tổng cộng                   | 34           | 2            | 7       | 0         | 0        | 0         | 2       | 0         | 43        | 2         |
| FC Amkar Perm               | 2017–18             | Giải bóng đá ngoại hạng Nga | 0            | 0            | 0       | 0         | –        | –         | 1       | 0         | 1         | 0         |
| Tổng cộng sự nghiệp         | Tổng cộng sự nghiệp | Tổng cộng sự nghiệp         | 100          | 3            | 9       | 0         | 0        | 0         | 4       | 0         | 113       | 3         |